# Nephrotoma consularis eminens
Nephrotoma consularis eminens is een tweevleugelige uit de familie langpootmuggen (Tipulidae). De soort komt voor in het Neotropisch gebied.